# Mildgyth
Mildgyth est une sainte anglaise qui aurait vécu au VIIe siècle. Les historiens modernes ne sont pas certains qu'elle ait réellement existé.

## Biographie
Mildgyth serait la benjamine des filles de Merewalh, roi des Magonsæte, un peuple de l'ouest des Midlands soumis au royaume de Mercie, et de Domne Eafe, la petite-fille du roi du Kent Eadbald (r. 616-640). Elle aurait pour sœurs aînées Mildburh, abbesse de Much Wenlock, et Mildrith, abbesse de Minster-in-Thanet. Alors que l'historicité de Mildburh et Mildrith ne fait pas de doute pour les chercheurs modernes, celle de Mildgyth est davantage sujette à question, de même que celle de Merefin, un fils supposé de Merewalh et Domne Eafe.
D'après la tradition de l'abbaye de Minster-in-Thanet, attestée dans le Catalogus Sanctorum Pausantium in Anglia (Lambeth Palace MS 99, XIIIe siècle) Mildgyth serait devenue religieuse à Eastry avant de succéder à sa sœur Mildrith comme abbesse de ce monastère, où elles auraient été toutes deux inhumées. Leurs ossements auraient été cachés à Lyminge après la destruction de Thanet par les Vikings, puis transférés au prieuré Saint-Grégoire de Cantorbéry (en) par l'archevêque Lanfranc en 1085. Néanmoins, une autre tradition veut qu'elle soit enterrée en Northumbrie, après avoir vécu dans un monastère dont le nom n'est pas précisé.

## Culte
Mildgyth est fêtée le 17 janvier.